# Claude Bernard Navier
Claude Bernard Navier est un homme politique français né le 22 avril 1756 à Dijon (Côte-d'Or) et mort le 30 avril 1793 à Paris.

## Biographie
Président du département en 1790, il est député de la Côte-d'Or de 1791 à 1792, puis juge au tribunal de Cassation.

## Sources
- « Claude Bernard Navier », dans Adolphe Robert et Gaston Cougny, Dictionnaire des parlementaires français, Edgar Bourloton, 1889-1891 [détail de l’édition]